# Teplá
Teplá (niem. Stadt Tepl) − miasto w Czechach, w kraju karlowarskim. Według danych z 31 grudnia 2007 powierzchnia miasta wynosiła 11 323 ha, a liczba jego mieszkańców 3 065 osób.
- Klasztor Teplá (2 km na południowy wschód od centrum) - klasztor premonstratensów, fundacja z 1193 (klasztor macierzyński z Pragi na Strahowie).

## Demografia
| Rok             | 1970  | 1980  | 1991  | 2001  | 2003  | 2013  |
| --------------- | ----- | ----- | ----- | ----- | ----- | ----- |
| Liczba ludności | 3 318 | 3 115 | 2 924 | 3 101 | 3 034 | 3 166 |

Źródło: Czeski Urząd Statystyczny